# 유진 허츠

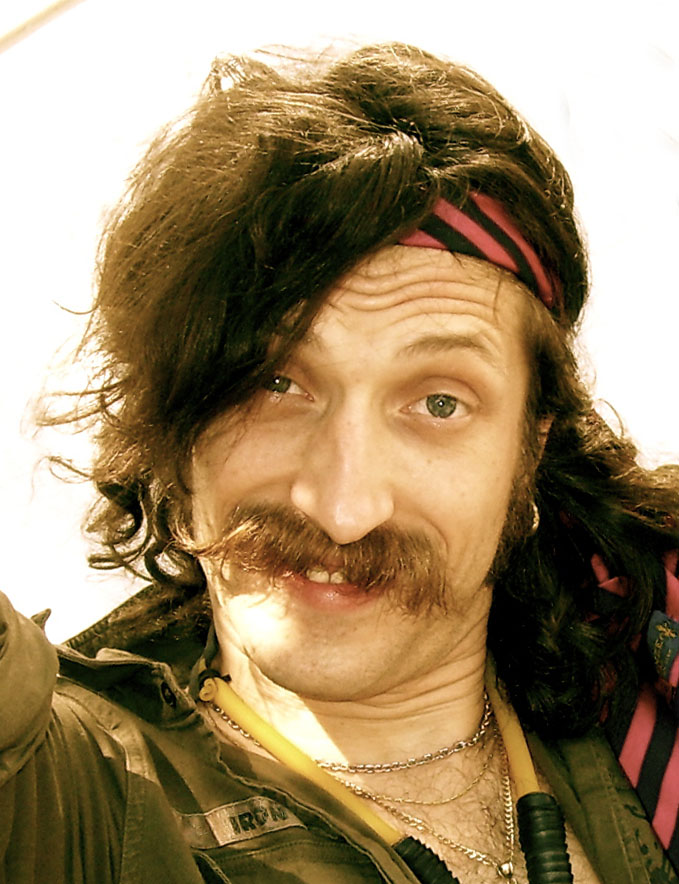

유진 허츠(Yevheniy Aleksandrovich Nikolayev-Simonov, 1972년 9월 6일 ~ )는 미국의 배우, 디스크 자키, 가수, 기타 연주자, 사회 운동가, 작곡가이다.

## 도서
- Taras Bulba

## 영화
- 렛 퓨리 해브 더 아워 (2011년) - 본인 역
- 에브리데이 선샤인 (2010년)
- 라저 댄 라이프 인 3D (2009년)
- 타락과 지혜 (2008년)
- 우크라이나에서 온 편지 (2005년) - 알렉스 역
- 킬 유어 아이돌스 (2004년)